# Obagues de la riera de Madrona
Obagues de la riera de Madrona este o arie protejată (arie specială de conservare — SAC, sit de importanță comunitară — SCI) din Spania întinsă pe o suprafață de 3.583,78 ha, integral pe uscat.

## Localizare
Centrul sitului Obagues de la riera de Madrona este situat la coordonatele 41°58′14″N 1°23′06″E / 41.9706°N 1.385°E.

## Înființare
Situl Obagues de la riera de Madrona a fost declarat sit de importanță comunitară în august 2006 pentru a proteja 31 de specii de animale. Situl a fost protejat și ca arie specială de conservare în noiembrie 2014.

## Biodiversitate
Situată în ecoregiunea mediteraneană, aria protejată conține 5 habitate naturale: Păduri iberice de Quercus faginea și Quercus canariensis, Tufărișuri halo-nitrofile (Pegano-Salsoletea), Păduri de Quercus ilex și Quercus rotundifolia, Matorral arborescenți cu Juniperus spp., Păduri de pin (sub-) mediteraneene cu pini negri endemici.
La baza desemnării sitului se află mai multe specii protejate:
- păsări (23): uliu porumbar (Accipiter gentilis gentilis), șorecarul comun (Buteo buteo), caprimulg (Caprimulgus europaeus), Certhia brachydactyla, șerpar (Circaetus gallicus), porumbel de scorbură (Columba oenas), porumbel gulerat (Columba palumbus), prepeliță (Coturnix coturnix), ciocănitoare neagră (Dryocopus martius), șoim de iarnă (Falco columbarius), cinteză (Fringilla coelebs), ciocârlan (Galerida cristata), capîntortură (Jynx torquilla), ciocârlie de pădure (Lullula arborea), prigoare (Merops apiaster), muscar sur (Muscicapa striata), ciuf-pitic (Otus scops), pițigoi de brădet (Periparus ater), mărăcinar negru (Saxicola torquatus), turturică (Streptopelia turtur), silvie roșcată (Sylvia cantillans), pănțărușul (Troglodytes troglodytes), pupăză (Upupa epops)
- mamifere (5): vidră de râu (Lutra lutra), liliac cu aripi lungi (Miniopterus schreibersii), liliac cărămiziu (Myotis emarginatus), liliacul mare cu potcoavă (Rhinolophus ferrumequinum), liliacul mic cu potcoavă (Rhinolophus hipposideros)
- nevertebrate (3): Austropotamobius pallipes, Coenagrion mercuriale, fluturele auriu (Euphydryas aurinia)

Pe lângă speciile protejate, pe teritoriul sitului au mai fost identificate 5 specii de amfibieni, 6 specii de mamifere, 1 specie de pești.